# Lagar de cera de São Marcos da Ataboeira
O Lagar de cera de São Marcos da Ataboeira é um edifício histórico na aldeia de São Marcos da Ataboeira, no Município de Castro Verde, em Portugal.

## Descrição e história
O imóvel consiste num antigo lagar de cera de abelha, que foi posteriormente adaptado a outros usos. Está situado no extremo Noroeste da povoação, e é composto por três zonas independentes: uma área central que servia como residência, um casão de arrumos que era destinado à agricultura, e finalmente o espaço onde existia o lagar de cera. No interior do edifício não sobreviveram quaisquer vestígios ligados à produção de cera, mas segundo a memória oral existiam algumas estruturas nas traseiras, ligadas áquela função.
No Annuario Commercial de 1902 encontra-se uma referência a um lagar de cera em São Marcos da Ataboeira: «Cera com lagar e branqueio (Fabrica de): Bartholomeu Jaldon y Jaldon». Esta entrada também está presente nas edições de 1906 e 1911 daquela publicação.
O edifício é um testemunho de uma indústria que no passado ainda chegou a ter um certo desenvolvimento na região, com vários lagares a fabricar tanto azeite como cera, embora o de São Marcos da Ataboeira fosse só destinado este último produto. isto deve-se à natureza dos terrenos na zona de São Marcos da Ataboeira e de Aracelis, que até aos princípios do século XX eram compostos principalmente por matos de arbustos, permitindo o crescimento da apicultura, que se tornou numa importante função económica no Alentejo até aos finais do século XIX e princípios do século seguinte. Enquanto que o mel era principalmente utilizado como adoçante, a cera tinha uma vasta gama de aplicações, incluindo iluminação, e o tratamento ou a impermeabilização de vários materiais como tecidos, couros e madeiras. O comércio da cera era feito principalmente por indivíduos de nacionalidade espanhola, que corriam a região, comprando a cera aos apicultores. A indústria entrou em declínio durante a primeira metade do século XX, devido à redução do interesse económico na cera de abelhas, embora a produção de mel e outros derivados da apicultura tenha conhecido algum ressurgimento em Castro Verde no século XXI, devido a programas de apoio da Câmara Municipal.